# Komunita salesiánů (Trmice)
Řeholní komunita salesiánů Dona Boska v Trmicích existovala v letech 1948–1950 a v letech 1968-1974.

## Historie
V srpnu 1948 uvedl inspektor Antonín Dvořák do uvolněného domu v Trmicích salesiány, kteří zde založili ústav pro pozdní kněžská povolání. Působilo zde asi deset salesiánů (kněží, asistenti), kteří připravovali asi čtyřicet chovanců z různých diecézí k maturitě na středních školách, po níž pak vstupovali nebo měli vstoupit buď do seminářů, nebo do některé řehole. Maturity se konaly na veřejných školách. Tento ústav zanikl roku 1950 v rámci Akce K.
V roce 1968 se však salesiáni do Trmic opět vrátili a až do smrti litoměřického biskupa kardinála Trochty v roce 1974 a krátce po ní, zde obnovili řeholní život. Následná normalizace však tuto činnost opět zastavila.